# Paragagrella typus
Paragagrella typus is een hooiwagen uit de familie Sclerosomatidae.